# Ranunculus mindschelkensis
Ranunculus mindschelkensis är en ranunkelväxtart som beskrevs av Boris Fedtjenko. Ranunculus mindschelkensis ingår i släktet ranunkler, och familjen ranunkelväxter. Inga underarter finns listade i Catalogue of Life.